# Onthophagus tripartitus
Onthophagus tripartitus es una especie de insecto del género Onthophagus, familia Scarabaeidae, orden Coleoptera.
Fue descrita científicamente por D'Orbigny en 1902.